# Pterocryptis burmanensis
Pterocryptis burmanensis är en fiskart som först beskrevs av Thant, 1966.  Pterocryptis burmanensis ingår i släktet Pterocryptis och familjen malfiskar. IUCN kategoriserar arten globalt som otillräckligt studerad. Inga underarter finns listade i Catalogue of Life.